# Šalčininkai
Šalčininkai ( escoltar (?·pàg.), en polonès: Soleczniki) és una ciutat del comtat de Vílnius. Es troba al sud-est de Vílnius (Lituània) prop de la frontera amb Belarús.

## Història
Šalčininkai va rebre els seus drets de ciutat el 1956 i és la capital social del districte municipal de Šalčininkai. Té una població multi-ètnica de polonesos (72%), lituans (13%), russos (7%) i belarussos (4%). Šalčininkai conté el nombre més alt de percentatge de polonesos de qualsevol ciutat a Lituània. L'escut d'armes de la ciutat, dissenyat per Arvydas Každailis, mostra tres avellanes que simbolitzen la solidaritat de la població.

## Ciutats agermanades
- Łowicz, Polònia
- Żnin, Polònia
- Sokółka, Polònia
- Łomża, Polònia